# Melsahn Basabe
Melsahn Basabe (ur. 29 maja 1992 w Winston-Salem) – amerykański koszykarz, posiadający także portorykańskie obywatelstwo, występujący na pozycjach silnego skrzydłowego lub środkowego.
15 września 2017 został zawodnikiem AZS Koszalin. 15 października, po rozegraniu dwóch spotkań sezonu zasadniczego, rozwiązano z nim umowę za porozumieniem stron. 1 listopada podpisał umowę z włoskim Generazione Vincente Cuore Neapol.
23 stycznia 2020 został zwolniony przez słowacki BKM Lučenec.

## Osiągnięcia
Stan na 23 stycznia 2020, na podstawie, o ile nie zaznaczono inaczej..
NCAA
- Uczestnik rozgrywek turnieju NCAA (2014)
- Zaliczony do:
  - I składu najlepszych zawodników pierwszorocznych Big Ten (2011)
  - składu All-Big Ten honorable mention (2011)

Klubowe
- Mistrz Bułgarii (2017)
- Finalista pucharu Belgii (2016)

Indywidualne
(* – nagrody przyznane przez portal eurobasket.com)
- Najlepszy środkowy ligi fińskiej (2015)*[7]
- Zaliczony do I składu*:
  -     - ligi fińskiej (2015)[7]
    - najlepszych obcokrajowców ligi fińskiej (2015)[7]